# Christian Tschuggnall
Christian Tschuggnall (* 1988 in Hall in Tirol) ist ein österreichischer Jazz-Schlagzeuger, Komponist und Buchautor.

## Werdegang
Tschuggnall absolvierte von 2002 bis 2008 ein Vorbereitungsstudium am Tiroler Landeskonservatorium im Fach Schlagwerk, während er am Musikgymnasium Innsbruck zur Schule ging und dort 2007 die Matura absolvierte. Nach Beendigung des Zivildienstes in Innsbruck studierte er 2008–2009 ein Jahr an der Popakademie Baden-Württemberg bei Udo Dahmen, Benni Greb und Jost Nickel. Im Jahr 2009 zog er nach Berlin, um an der Universität der Künste Berlin zu studieren und erhielt dort 2015 den Titel Master of Music mit Auszeichnung im Hauptfach Schlagzeug und Komposition. Seine Professoren waren unter anderem John Hollenbeck, Greg Cohen, David Friedman, Volker Schlott und Kurt Rosenwinkel.

## Tätigkeit als Schlagzeuger
Tschuggnall kollaborierte als Schlagzeuger mit verschiedenen Künstlern und Bands, darunter The Cinematic Orchestra, Ólafur Arnalds, Bluatschink, Joey Baron, Frittenbude, The Next Step, Jocelyn B. Smith, Wolfgang Fiedler, Sun Dew, Shackleton, Robyn Schulkowsky, Jonathan Kluth, Percussive Mechanics, Magnetic Ghost Orchestra und Melt-Trio.
Während des Studiums am Tiroler Landeskonservatorium gewann er 4-fach den ersten Preis des österreichischen Musikwettbewerbs Prima la musica im Bereich Klassisches Schlagwerk. Bereits mit 19 Jahren trat er als Solo-Schlagzeuger bei der Night of Percussion in Graz auf. Im Mai 2012 wirkte er als Schlagzeuger auf der DVD Manuscripts von Manu Delago mit, u. a. mit dem London Symphony Orchestra.

## Tätigkeit als Komponist

### Kampagne #klangberlins
Einen internationalen Namen als Komponist machte sich Tschuggnall durch die 2017 veröffentlichte Branding-Kampagne #klangberlins für das Konzerthausorchester Berlin, die sich im Internet schon kurz nach der Veröffentlichung viral verbreitete. Weltweit wurden die Videos über 3 Millionen Mal angesehen. Nach bekannten Medien aus Berlin und Deutschland zeigten auch internationale Medien wie Le Monde, Courrier international, das japanische Fernsehen NHK, die argentinische Zeitung La Nación sowie australische, US-amerikanische und britische Blogs Videoclips der Reihe #klangberlins.
Für die Kampagne schrieb Tschuggnall gemeinsam mit dem Komponisten Michael Edwards eine Partitur, mit der klassische Instrumente durch erweiterte Spieltechniken Alltagsgeräusche aus dem Berliner Stadtleben nachahmen können. Mit Michael Edwards betreibt Tschuggnall das Musikstudio unheard in Berlin.
2019 wurde eine seiner Kompositionen für die TV-Serie Game Of Thrones lizenziert. Außerdem verwendete die NASA einige seiner Kompositionen in Videoproduktionen, die u. a. auf deren Youtube-Kanal veröffentlicht wurden.
Die Kampagne wurde für mehrere Preise nominiert und ausgezeichnet, darunter der Golden Award of Montreux, der Deutsche Preis für Onlinekommunikation 2017 und der Cannes Corporate Media & TV Award.

### Bands und Projekte
Mit seiner selbst gegründeten Jazz- und New-Age-Band Snooze-On veröffentlichte Tschuggnall im Jahr 2013 das Debüt-Album Snooze-On. Im Dezember 2014 folgte das zweite Album Drawn. Eine weitere Zusammenarbeit bestand mit der US-amerikanischen Keyboarderin Liz Kosack, mit der Tschuggnall das Duo-Projekt aus Synthesizer und Schlagzeug Sunrise Over a Dystopic Future City (SOADFC) gründete.
Christian Tschuggnall ist außerdem Gründungsmitglied des Kollektivs für Komponierte und Improvisierte Musik (KIM) in Berlin.
Von 2018 bis 2019 war Christian Tschuggnall als Schlagzeuger auf Welt-Tournee mit dem isländischen Komponisten Ólafur Arnalds. Im Zuge der re:member Tour wurden von Ólafur Arnalds mehrere Videoclips veröffentlicht, in denen Tschuggnall als Schlagzeuger sowie am Synthesizer zu sehen ist.

## Anderes
Christian Tschuggnall ist der Bruder des Pop-Sängers Michael Tschuggnall, der 2003 Sieger der ORF-Castingshow Starmania und außerdem Teilnehmer bei Dancing Stars war.
2020 veröffentlichte er zusammen mit Markus Ehrlich das Buch „Smart Practicing“ bei Edition Dux.

## Diskographische Hinweise

### Als Bandleader
- 2013: Snooze-On – Snooze-On[32]
- 2016: Snooze-On – Drawn[33][34]
- 2016: SOADFC – Dystopia
- 2020: Nordic Scores - Christian Tschuggnall & Michael Edwards[35][1]

### Als Sideman
- 2008: Bacchanal – The Next Step
- 2012: Manuscripts - Manu Delago
- 2013: Dinna Daussa – Bluatschink
- 2014: Ophelia – Jonathan Kluth
- 2015: My Way – Jocelyn B. Smith
- 2016: Sun Dew
- 2017: Tagtraum – Anna Marlene Bicking
- 2018: This Secret Cay - Sun Dew[36]
- 2018: Quest - Out Of Nations[37]
- 2019: re:visions - Ólafur Arnalds[38]

## Preise und Auszeichnungen
- 2014: 1. Preis Bundeswettbewerb Prima La Musica
- 2005: 1. Preis Bundeswettbewerb Prima La Musica
- 2006: 1. Preis Bundeswettbewerb Prima La Musica
- 2007: 1. Preis Bundeswettbewerb Prima La Musica
- 2014: Nominierung Neuer Deutscher Jazzpreis (Snooze-On)
- 2017: Finalist Golden Award Of Montreux (#klangberlins)
- 2017: ADC Peaks Bestes Youtube Video (#klangberlins)
- 2017: Finalist Best Sounddesign Music and Sounds Awards (#klangberlins)
- 2017: Cannes Corporate Award, Gold in der Kategorie Webisodes (#klangberlins)